# Berberis negeriana
Berberis negeriana är en berberisväxtart som beskrevs av Tischler. Berberis negeriana ingår i släktet berberisar, och familjen berberisväxter. Inga underarter finns listade i Catalogue of Life.